# Enicospilus iridipennis
Enicospilus iridipennis är en stekelart som först beskrevs av Smith 1858.  Enicospilus iridipennis ingår i släktet Enicospilus och familjen brokparasitsteklar. Inga underarter finns listade i Catalogue of Life.